# César du meilleur court métrage de fiction
Le César du meilleur court-métrage de fiction est une récompense cinématographique française décernée par l'Académie des arts et techniques du cinéma de 1977 à 1991 et à nouveau depuis 2021.

## Palmarès

### Années 1970
- 1977 : Comment ça va je m'en fous de François de Roubaix
  - Chaleur d'été de Jean-Louis Leconte
  - L'hiver approche de Georges Bensoussan
  - L'Enfant prisonnier de Jean-Michel Carré
  - La Nuit du beau marin peut-être de Frank Verpillat
  - Le Destin de Jean-Noël de Gabriel Auer
- 1978 : 500 Grammes de foie de veau de Henri Glaeser
  - Je veux mourir pour la patrie de Jean-Paul Sartre, Mosco Boucault
  - Le Blanc des yeux de Henry Colomer
  - Sauf dimanches et fêtes de François Ode
  - Temps souterrain de András Dávid[1]
- 1979 : Dégustation maison de Sophie Tatischeff
  - Jeudi 7 avril de Peter Kassovitz
  - Le Chien de M. Michel de Jean-Jacques Beineix
  - L'Ornière de François Dupeyron

### Années 1980
- 1980 : Colloque de chiens de Raoul Ruiz
  - Nuit féline de Gérard Marx
  - Sibylle de Robert Cappa
- 1981 : Toine d'Edmond Séchan
  - La Découverte d'Arthur Joffé
  - Le Bruit des jambes de Lucie d'Anne Quesemand
  - Vive la mariée de Patrice Noïa
- 1982 : Les Photos d'Alix de Jean Eustache
  - Cher Alexandre d'Anne Lemonier
  - Le Rat noir d'Amérique de Jérôme Enrico
  - The Subtil Concept de Gérard Krawczyk
- 1983 : Bluff de Philippe Bensoussan
  - Canta Gitano de Tony Gatlif
  - La Saisie d'Yves-Noël Francois
  - Merlin ou le Cours de l'or d'Arthur Joffé
- 1984 : Star Suburb : la banlieue des étoiles de Stéphane Drouot
  - Coup de feu de Magali Clément
  - Panique au montage d'Olivier Esmein
  - Toro Moreno de Gérard Krawczyk
- 1985 : Première Classe de Mehdi El Glaoui
  - La Combine de la girafe de Thomas Gilou
  - Homicide by night de Gérard Krawczyk
  - Oiseau de sang de Frédéric Ripert
  - Premiers mètres de Pierre Lévy
- 1986 : Grosse de Brigitte Roüan
  - La Consultation de Radovan Tadic
  - Dialogue de sourds de Bernard Nauer
  - Juste avant le mariage de Jacques Deschamps
  - Le Livre de Marie d'Anne-Marie Mieville
- 1987 : La Goula de Roger Guillot
  - Alger la blanche de Cyril Collard
  - Bel ragazzo de Georges Bensoussan
  - Bocetta revient de guerre de Jean-Pierre Sinapi
  - Bol de jour de Henri Gruvman
  - Deobernique de Celia Canning, Raymond Gourrier
  - Joseph M de Jacques Cluzaud
  - La poupée qui tousse de Farid Lahouassa
  - Le Bridge de Gilles Dagneau
  - Le Maître chanteur de Mathias Ledoux
  - Les Arcandiers de Manuel Sanchez
  - Pauline épaulettes de Stéphanie de Mareuil
  - Sur le talus de Laurence Ferreira-Barbosa
  - Synthétique opérette d'Olivier Esmein
  - Torero hallucinogène de Stéphane Clavier
  - Triple sec d'Yves Thomas
  - Une fille de Henri Herre
  - Zambinella de Catherine Laine Galode
- 1988 : Présence féminine d'Éric Rochant
  - D'après Maria de Jean-Claude Robert
  - Pétition de Jean-Louis Comolli
- 1989 : Lamento de François Dupeyron
  - Bing Bang d'Éric Woreth
  - New York 1935 de Michèle Ferrand-Lafaye
  - Une femme pour l'hiver de Manuel Flèche

### Années 1990
- 1990 : Lune froide de Patrick Bouchitey
  - Ce qui me meut de Cédric Klapisch
  - Vol nuptial de Dominique Crèvecœur
- 1991 : Foutaises de Jean-Pierre Jeunet
  - Deux pièces cuisine de Philippe Harel
  - Final d'Irène Jouannet
  - Uhloz de Guy Jacques

### Années 2020
- 2021 : Qu'importe si les bêtes meurent, de Sofia Alaoui
  - L'aventure atomique de Loïc Barché
  - Baltringue de Josza Anjembe
  - Je serai parmi les amandiers, de Marie Le Floc'h
  - Un adieu de Mathilde Profit

- 2022 : Les Mauvais Garçons d'Élie Girard
  - L'Âge tendre de Julien Gaspar-Oliveri
  - Le Départ de Saïd Hamich
  - Des gens bien de Maxime Roy
  - Soldat noir de Jimmy Laporal-Trésor
- 2023 : Partir un jour d'Amélie Bonnin
  - Haut les cœurs d'Adrian Moyse Dullin
  - Le Roi David de Lila Pinell
  - Les Vertueuses de Stéphanie Halfon
- 2024 : L'Attente d'Alice Douard 
  - Boléro de Nans Laborde-Jourdàa
  - Rapide de Paul Rigoux
  - Les Silencieux de Basile Vuillemin
- 2025 : L'Homme qui ne se taisait pas de Nebojša Slijepčević
  - Boucan de Salomé Da Souza
  - Ce qui appartient à César de Violette Gitton
  - Queen Size d'Avril Besson